# Анугама
Ануга́ма (нем. Anugama) — немецкий музыкант-мультиинструменталист, исполняющий медитативную музыку в стиле нью-эйдж. Родился в Кёльне (Германия). Настоящее имя — Вернер Хаген.
С 8 лет осваивал музыкальные инструменты — флейту, гитару, чуть позднее — барабаны.
В юности некоторое время жил в Гамбурге, где и начал экспериментировать с музыкой, после чего в двадцатилетнем возрасте отправился в Индию, где жил в общине Ошо и познакомился с творчеством Дойтера, Карунеша и Гови.
Помогал Гови в записи его альбома «Guitar Odyssey».
Играет в жанрах нью-эйдж и этно-фьюжн, представляющем собой свободное использование различных традиционных музыкальных инструментов разных народов в различных сочетаниях в одной музыкальной композиции.
В настоящее время живёт на острове Мауи (Гавайи) и сотрудничает со студией Nightingale Records, известной продвижением музыкантов, играющих в стиле нью-эйдж.

## Инструменты
- классическая гитара
- гитара фламенко
- флейта (несколько разновидностей)
- губная гармоника
- барабаны
- электросинтезатор

## Дискография
- 1987 Silent Joy
- 1987 Morning Breeze
- 1987 Environment 1 — Ocean/Tambura
- 1987 Environment 2 — River/Bells
- 1987 Classic Fantasy
- 1988 Like the Ocean (zusammen mit Sebastiano als Cherubin)
- 1988 Floating gently (zusammen mit Sebastiano als Cherubin)
- 1988 Open Sky
- 1989 Exotic Dance (zusammen mit Sebastiano)
- 1989 Spiritual Environment — Healing
- 1989 Spiritual Environment — Tantra
- 1989 Shamanic Dream
- 1991 Just being here (The Best of Anugama)
- 1991 Classic Fantasy II
- 1995 Jungle of Joy
- 2000 Spiritual Environment — Healing (Neuauflage mit Bonustrack)
- 2000 Celestial Classics (Best of der Classic-CDs)
- 2001 Shamanic Dream II